# Wikipedia tatarskojęzyczna
Tatarska Wikipedia (tatar. Татар Википедиясе)  – edycja Wikipedii tworzona w języku tatarskim.
Początkowo teksty tworzone były głównie alfabetem łacińskim, ale w miarę upływu czasu przekładane były na cyrylicę; obecnie wszystkie artykuły są zapisane wyłącznie tym alfabetem. 1 września 2010 Wikipedia ta liczyła 7021 artykułów, miała 4841 zarejestrowanych uczestników, z których aktywnych było 55; pracowało nad nią dwóch administratorów i sześciu moderatorów.